# 의료 시설

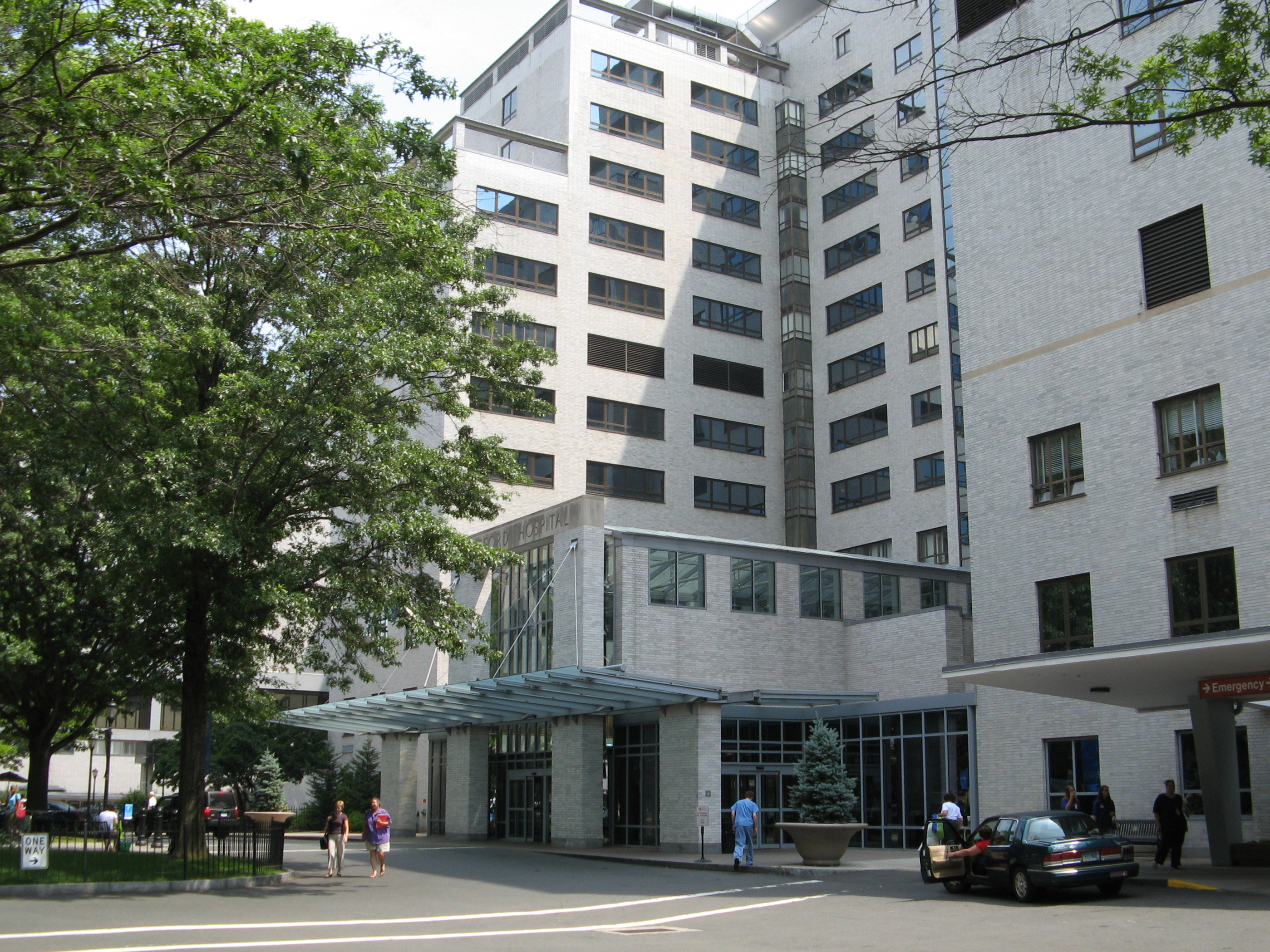
미국 하트퍼드 (코네티컷주)의 하트퍼드 병원. 병원은 일반적인 의료 시설의 일종이다.

의료 시설(health facility)은 일반적으로 의료 서비스가 제공되는 모든 장소를 의미한다. 의료 시설은 소규모 진료소와 개인 병원에서부터 긴급 치료 센터, 정교한 응급실과 권역응급의료센터를 갖춘 대형 병원까지 다양하다. 한 국가나 지역의 의료 시설 수와 질은 해당 지역의 번영과 삶의 질을 나타내는 일반적인 척도 중 하나이다. 많은 국가에서 의료 시설은 어느 정도 법률로 규제된다. 시설이 사업을 시작하기 전에 규제 기관의 허가가 필요한 경우가 많다. 의료 시설은 영리 기업, 비영리 조직, 정부 및 경우에 따라 개인이 소유하고 운영할 수 있으며 그 비율은 국가마다 다르다. 최근의 리뷰 논문을 참고할 수 있다.

## 같이 보기
- 의료 산업
- 병원 목록
- 워크인 클리닉